# 五條市立大塔小学校
五條市立大塔小学校（ごじょうしりつ おおとうしょうがっこう）は、奈良県五條市にあった公立小学校。

## 概要
五條市大塔町宇井にあったが、2011年（平成23年）9月の台風12号により大きな被害を受け、施設が使用できなくなった。そのため、2012年（平成24年）4月から西吉野小学校に併設され、同校の校舎・施設を使用している。

## 沿革
五條市立大塔小学校は、1987年4月、旧大塔村にあった大塔村立阪本小学校と大塔村立辻堂小学校が統合し設立された。

### 年表

#### 大塔村立阪本小学校
- 1873年6月 - 阪本小学校が創立。阪本村・小代村・中原村・簾村４村による組合立であり、薬師堂を校舎とした。
- 1903年11月 - 中原尋常小学校が分離独立する。
- 1905年10月 - 天辻分校が開校。
- 1906年4月 - 天辻分校が天辻小学校として独立する。
- 1941年4月 - 国民学校令公布により、阪本国民学校と改称する。
- 1947年4月 - 学制改革により大塔村立阪本小学校と改称する。
- 1957年11月 - 大塔村阪本に新校舎を落成する。
- 1969年4月 - 大塔村立中原小学校を統合。
- 1977年4月 - 大塔村立天辻小学校を統合。
- 1987年4月 - 大塔村立辻堂小学校と統合し、廃校となる。

#### 大塔村立辻堂小学校
- 1873年
  - 2月 - 中井傍示小学校創立。
  - 5月 - 篠原小学校創立。
- 1874年3月 - 堂平村・引土村・猿谷村・飛養曽村・辻堂村・殿野村・宇井村・閉君村の8村の連合で堂平村に堂平小学校を創設する。
- 1875年5月 - 中井傍示村･中峯村･惣谷村の３村の組合にて釈迦堂に中井傍示小学校を創設する。
- 1891年
  - 10月 - 辻堂・閉君・宇井・殿野の4大字で学区を組織し、辻堂75番地に校舎を建設し、辻堂小学校と称する。
  - 12月 - 中井傍示小学校の仮教場が大塔村惣谷円満寺に設置される。
- 1901年5月 - 大塔村大字惣谷749番地に惣谷尋常小学校が設置される。
- 1910年2月 - （中井傍示小学校）永盛尋常小学校に改称。
- 1930年9月 - 堂平小学校を統合。
- 1941年4月 - 国民学校令公布により辻堂国民学校と改称する。
- 1947年4月 - 学制改革により大塔村立辻堂小学校と改称する。
- 1958年6月 - 鉄筋校舎に改築、同年10月ミルク給食開始。
- 1970年8月 - 給食調理室改築，同年9月14日より完全給食開始。
- 1975年4月 - 大塔村立永盛小学校を統合。
- 1985年4月 - 大塔村立惣谷小学校・大塔村立篠原小学校を統合。
- 1987年4月 - 大塔村立阪本小学校と統合し、廃校となる。

#### 五條市立大塔小学校
- 1987年
  - 4月 - 大塔村立阪本小学校と、大塔村立辻堂小学校が統合され、大塔村立大塔小学校となる。校地は旧坂本小学校。
  - 12月 - 全国学校合奏コンクール小学校の部入賞（優良校）。
- 1988年3月 - 校旗・校歌完成。
- 1989年11月 - 文部省・県教委指定（２年間）へき地教育「国語科」研究発表。
- 1993年10月 - 第37回奈良県へき地教育研究大会で「図工科」研究発表。
- 1995年4月 - ロマントピア藤原京95で「民話劇」を発表。
- 1997年
  - 6月 - 奈良県小学校音楽教育研究会研究大会で研究演奏。
  - 10月 - ならまちわらべうたコンサートで「オペレッタ」を発表。
- 1999年11月 - うち吉野ふるさと文化活性化事業で交流発表（総合学習）。
- 2002年10月 - 第46回奈良県へき地教育研究大会で「国語科」研究発表。
- 2003年4月 - 校舎新築工事始まる。
- 2004年9月 - 大塔小学校・大塔中学校の統合校舎の竣工式が行われる。
- 2005年9月 - 市町村合併により五條市立大塔小学校と改称する。
- 2006年7月 - プール竣工。
- 2007年10月 - 第56回全国へき地教育研究大会で研究発表を行う。
- 2011年9月12日 - 台風12号で大きな被害を受けたため、五條市立西吉野町宗川野の旧西吉野小学校校舎を仮校舎とした[2]。
- 2012年4月 - 五條市立西吉野小学校・中学校（五條市西吉野町屋那瀬468番地）に併設となる。
- 2018年3月31日 - 児童減少に伴う通学区変更のため廃校[3]。

## 教育目標
- ふるさとを愛し、輝く瞳で学び、力強く未来をきりひらく子どもの育成。
- 豊かな心を育み、健康でたくましく生きる子どもの育成。

## 学区
- 五條市大塔町全域

## アクセス
- JR西日本和歌山線五条駅から車で約40分